# استان شرقی، سیرالئون
استان شرقی (به لاتین: Eastern Province) یک استان در سیرالئون می‌باشد که در شرق این کشور واقع شده‌است.

## خصوصیات
استان شرقی ۱۵٬۵۵۳ کیلومترمربع مساحت و ۱٬۶۴۱٬۰۱۲ نفر جمعیت دارد.